# دورترین نقطه شمال

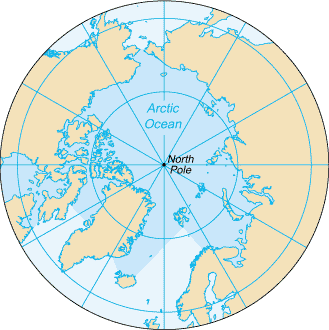
دریای شمالگان و قطب شمال کره زمین

دورترین نقطه شمال (انگلیسی: Farthest North) شمالی‌ترین عرض جغرافیایی را توصیف می‌کند و معمولاً  تا پیش از آنکه سفرهای اکتشافی کاوشگران قطب شمال، منتهی به موفقیت گردند، از این واژه به فراوانی استفاده می‌شد